# Gödöllő-Állami telepek megállóhely
Gödöllő-Állami telepek megállóhely egy Pest vármegyei vasútállomás, Gödöllő városában, melyet a MÁV üzemeltet.

## Vasútvonalak
Az állomást az alábbi vasútvonalak érintik:
- Budapest–Sátoraljaújhely-vasútvonal

## Kapcsolódó állomások
A vasútállomáshoz az alábbi állomások vannak a legközelebb:
- Isaszeg vasútállomás (Budapest–Sátoraljaújhely-vasútvonal)
- Gödöllő vasútállomás (Budapest–Sátoraljaújhely-vasútvonal)

## Megközelítés tömegközlekedéssel
- Helyi és helyközi busz:  446, 447, 448, 466

## Forgalom
| Járat | Útvonal | Gyakoriság  |
| ----- | --- | ----------- |
| S80   | Budapest-Keleti – Kőbánya felső – Rákos – Akadémiaújtelep – Rákosliget – Rákoscsaba-Újtelep – Rákoscsaba – Pécel – Isaszeg – Gödöllő-Állami telepek – Gödöllő (– Máriabesnyő – Bag – Aszód – Hévízgyörk – Galgahévíz – Tura – Hatvan – napi 1 tovább Füzesabony felé) | Félóránként |